# Elbil
En elbil (forkortelse af elektrisk bil) er en bil, der kører på elektricitet, og som derfor er meget støjsvag. Elbilen har i modsætning til traditionelle bilers forbrændingsmotor, en elmotor. I næsten alle tilfælde drives den elektriske motor af batterier, som er forbundet med motoren. Den udleder ikke emissioner, udover hvad elproduktionen og produktionen af selve bilen (især batteriet) forårsager. Det vil sige, at hvis en elbils strøm er fra vedvarende energi (vindmøller, solceller osv.), udleder den ingen CO2 udover produktionen. En bil, der delvis kører på el, kaldes en hybridbil. Hybrid fås i to typer, ren hybrid og plugin-hybrid. Pluginmodellen kan oplades og køre på ren strøm, distance afhængigt af model og kørsel. Disse må derfor parkere på pladser beregnet for elbiler. Dette gælder ikke den rene hybrid, hvor benzin/dieselmotoren starter og stopper automatisk efter behov.
Foreningerne De Danske Bilimportører, Dansk Elbil Komite, Dansk Elbil Alliance, ElbilBy og FDEL har i mange år arbejdet for at udbrede kendskab til og anvendelse af elbiler.

## Elbiler
Elbiler bruger elektricitet lagret på batterier i stedet for benzin eller diesel. Problemet ved en elbil er først og fremmest rækkevidden, der er begrænset pr. opladning. En god ting ved elbiler er at de ikke udleder CO2 fra udstødningen. Det eneste sted der bliver udledt CO2 er fra elkraftværker, hvis den brugte elektricitet kommer herfra. Når elektriciteten kommer fra alternative energikilder som vindkraft eller solpaneler, udledes der ingen CO2. En elbil har meget ringe motorstøj. Der findes en række forskellige elbiler, fra helt små bybiler til racerbiler. Ved Silkeborgmotorvejens åbning i September 2016 forsøgte 404 elbiler at sætte verdensrekord i kortegekørsel.
I 2022 var der 100.000 elbiler i Danmark, men i 2023 var mængden fordoblet til 200.000 styk. 2023 blev det første år hvor elbiler udgjorde den største type af solgte biler, med 36%, hvor benzin udgjorde 31%. De fleste elbiler har en rækkevidde over 400 km. I Farum foretages første trin i genanvendelse af elbilers batteri.

## Fordele og ulemper
Der er en række fordele for den enkelte billist forbundet med at køre elbil fordelt på miljø, økonomi og køreoplevelse:

### Miljø

#### Fordele
- Der er ingen lokal luftforurening, da elbiler ikke har udstødning, hvorfor elbilen ikke udleder eksempelvis CO2
- Energieffektiviteten er omtrent 300% bedre i elbiler end i diesel- og benzinbiler
- Der er næsten ingen støj forbundet med elbiler, specielt til gavn for folk der arbejder eller bor i tæt trafikerede områder
- Selvom strømmen til elbiler produceres på kulkraftværker, udledes der væsentlig mindre CO2 end hvis man kørte i eksempelvis en dieselbil
- Med tiden vil mere elektricitet komme fra vindmøller og tilsvarende alternative energikilder [7]
- Opladningen af elbiler foregår ofte om natten, hvor det samlede strømforbrug er lavt, og strømmen derfor er billig. Vindmøller producerer strøm dag og nat og udleder ikke CO2
- Bremseenergien hvor motoren producerer strøm (i stedet for at forbruge den) kan gå tilbage til batterierne som derved oplades en smule.
- På sigt kan noget af den opladede strøm fra elbiler gå tilbage i elnettet i spidssituationer (med køreledning eller strømskinne til sporvogne, letbaner, elektriske tog og trolleybusser, alle med "levende" strømforsyning er svaret ja, men vedr. elbiler, som kører på batteri, forklar venligst hvordan) Denne opladede strøm kan gå tilbage fra elbilens batteri til nettet via bilens ladestik. Dette er ikke muligt for køretøjer med strømskinne/køreledning såsom sporvogne o.lign., da de som regel ikke har indbygget batteri og derfor ikke lagrer energien, men kun modtager den, på den tid hvor den bruges. Fordelen ved at lade hele parken af elbiler sende strømmen tilbage til nettet i spidsbelastningsperioderne er, at samfundet så behøver mindre central lagringskapacitet (som jo er en af problematikkerne ved et samfund drevet af vedvarende energi).

#### Ulemper
- Hvis elektriciteten produceres på fx kulkraftværker, udledes der stadig CO2. Forureningskilden vil dog være lettere at håndtere, eftersom den er koncentreret til kraftværket og dets omgivelser.
- Ved produktionen udledes der mellem 150 og 200 kilogram kuldioxid-ækvivalenter for hver kilowatttime lagringsplads i batteriet[8]
- Ved skrotning kræver EU-regler at batteriet genanvendes,[9] foreløbig er antallet dog så lavt at en industri ikke er udviklet[10]

### Økonomi
Samfundsøkonomi er omdiskuteret; en beregning viser en manglende indtægt til statskassen på 94.000kr, mens andre beregninger viser 165.000kr.
For privatøkonomi er der bl.a. følgende aspekter:

#### Fordele
- Lavere omkostninger til service og vedligeholdelse, da der er færre sliddele end i traditionelle biler
- Afgiften indfases og er derfor ikke fuld før 2020 Opdatér
- Gratis parkering og opladning i nogle danske byer
- Lavere omkostninger til energi[13]
- Bremseenergi genbruges i nogle modeller

#### Ulemper
- Usikker teknologi
- Batterierne er meget dyre
- Usikkerhed om fx gensalgspris
- Kortere rækkevidde end traditionelle biler
- Høj anskaffelsespris

### Køreoplevelse

#### Fordele
- Næsten ingen motorstøj
- Letkørt
- Hurtig acceleration
- Generelt hurtigere acceleration end traditionelle biler af tilsvarende størrelse

## Dansk producerede elbiler

### Jensen Elektrovogn (1940-1943)
Jensen Elektrovognen blev fremstillet af Edwin Karl Jensen i et firma han etablerede ved navn: Jensen Motor Co.
For at skaffe materialer til fremstilling af disse el-køretøjer var firmaet nødt til at samarbejder med tyskerne som på den tid havde besat Danmark, hvilket Edwin også fik en dom for efter krigen , men hvilket også førte til at modstandbevægelsen bombede fabrikken.
Så vidt vides findes der ikke flere eksemplarer tilbage af disse Jensen Elektrovogne som var udført enten med lad eller lukket kasse og med hhv. en eller to bagaksler.

### Hope Whisper (1981-1986)
Hope Whisper var det første danske forsøg på fremstilling af en elbil. Virksomheden bag produktionen, Whisper Electronic Car A/S, det senere Hope Motor A/S, var beliggende i Hadsund, ledet af det tidligere folketingsmedlem for Fremskridtspartiet Thure Barsøe-Carnfeldt, der fra starten havde visioner om at afsætte 60.000 biler til USA og Afrika. Drømmen om at producere elbiler i større skala led et alvorligt knæk, da første version, Hope Whisper W1, blev introducerede i Forum i København. Under æresrunden, hvor daværende statsminister Poul Schlüter, verdenspressen og 3.000 gæster var til stede, forulykkede bilen, da den ramte ind i cykelbanens barriere og gik i stykker efter en køretur på få meter. Den pinlige premiere, hvor føreren, en træt ingeniør, der havde arbejdet på bilen hele natten og var faldet i søvn inde i bilen, kørte efter sammenstødet en runde på cykelbanen, mens han holdt fast i vognens dør. Billederne gik verden rundt på alverdens tv-stationer og i aviser, hvor en af avisoverskrifterne dagen efter var ”No Hope”. Bilen kan i dag ses på Danmarks Tekniske Museum. Ifølge føreren var han ikke faldet i søvn, men bilen havde været dækket af et lagen så hans øjne var mørkevante, og da det blev trukket af og bremsesko fjernet, blitzede pressefotograferne løs og blændede føreren, så han ikke kunne se noget.
På trods af den katastrofale start fortsatte arbejdet med at udvikle bilen, og en ny version blev typegodkendt under navnet Hope Whisper II. Men fejlslagne forsøg på at finde kapital til start af produktion af elbilen i blandt andet USA satte i sidste ende en stopper for det elektriske eventyr. Ugen efter det endelige stop modtog selskabet et kontraktforslag om et partnerskab på det japanske marked fra selskabet Mitsubishi i Japan. Der blev ifølge Thure Barsøe-Carnfeldt fremstillet 32 prototyper til en pris på i alt 29,5 millioner kroner.. En af de mindre pengemænd bag elbilsprojektet var Klaus Riskær Pedersen. Investorerne tabte 5 millioner kroner og var ikke i stand til at følge med da aktiekapitalen blev udvidet.[kilde mangler] I alt blev der produceret 14, men kun indregistreret 4 eksemplarer af Hope Whisper og bilen kom aldrig i serieproduktion. På Teknisk Museum står der en indreg. Whisper 1. 
Der findes stadig en Whisper II som er indregistreret og ejet af Andreas Grønbjerg.

### M-Car (1981-?)
M-Car lavet af Merrilds Maskinfabrik, var en lille elektrisk bil til nærtransport specielt velegnet til intern kørsel internt i store virksomheder, dog med mulighed for at få den indregistreret så den kunne køre på offentlig vej.
Opbygningen var enten med lad eller kasse og der kunne sidde to personer i det lille køretøj.
Flere danske virksomheder tog den lille transporter til sig som bl.a. Lego, DSB, Danfoss 

### Ellerten (1985-1993)
Ellerten er også kendt under navnene U36, Mini-El og Mini-El City.
Ellerten er en dansk el-bil opfundet og udviklet af ingeniør Steen Volmer Jensen, som præsenterede U36 på biludstillingen i Bella Centeret i 1985, der på tidspunktet var prissat til 27.450 kr.. Prototypen blev udviklet med støtte fra teknologistyrelsen. I officiel forstand var og er Ellerten ikke en rigtig el-bil, men en elkøretøj eller en eldrevet kabinescooter på tre hjul, hvor der var plads til en voksen og et barn eller noget bagage. Ellerten blev således indregistreret som en motorcykel og ikke en bil. I den almindelige forståelse, opfattes Ellerten som en bil, hvorfor den tages med i denne gennemgang. Steen Volmer Jensen ide var således ikke at skabe et alternativ til den traditionelle bil, men et supplement. Ellerten var således mere bygget som et alternativ til en scooter eller et buskort. Ellerten var god til små ture i nærområdet Bag produktionen af Ellerten lå således en tankegang om, at mere end 80% af befolkningen har under 15 km til og fra arbejde, og mere end 90% af alle der anvender bilen til at komme på arbejde kører alene. Bilen var i en lang periode, det mest solgte el-køretøj i verden.
Efter fremvisningen i 1985, gik der to år før produktionen af Mini-El blev igangsat. I perioden 1987-1993 har en række danske virksomheder stået bag produktionen. I alt blev der produceret 4.070 Ellerter, hvoraf 1.500-1.700 blev solgt i Danmark. Resten blev hovedsagelig eksporteret til Schweiz Da produktionen er på sit højeste er der ca. 70 medarbejdere tilknyttet og 10-12 biler produceres dagligt.

### El Trans A/S (1987-1988)
I det der ikke kan opnås finansiering gennem industrien eller institutionelle investorer, må der rejses kapital på anden vis. For at samle kapital til produktionen af Mini-El går 3000 private anpartshavere således sammen med et lokalt pengeinstitut i Randers og rejser ca. 90 millioner kr. imod at de kan købe et eksemplar af Ellerten til en fordelagtig pris. Med dette beløb er det muligt at starte en serieproduktion, med en forventet dimension på 5.000-15.000 køretøjer pr. år. Forhandlernettet udvides løbende, hvilket gør det muligt for sjællænderne at erhverve sig Ellerten i 1988. Tophastigheden er i denne version 40 km/t. Mini-El lever dog ikke op til den lovede driftssikkerhed i de leverede modeller. Et af de største problemer er batterierne, der ikke leverede den lovede rækkevidde, hvorfor bilerne må tilbagekaldes for at foretage de nødvendige konstruktionsændringer. Da El Trans A/S går konkurs taber de private investorer og pengeinstituttet ca. 50 mio. kr.

### El Trans 89 (1989-1991)
I andet forsøg træder nye investorer til og skyder kapital i et nyt selskab El Trans 89, der er begynder serieproduktionen af en opdateret version af Ellerten kaldet Mini-El City. Aktiekapitalen er på 28 millioner kr. I den forbedrede model er der bl.a. nyudviklede elektriske systemer, der skal imødegå de tidligere problemer med Mini-El. er blevet totalt gennemarbejdet og bygges med nyudviklede mekaniske og elektriske systemer. Der installeres ligeledes en ny motor, som gør det muligt at accelerere hurtigere og køre op til 50 km/t. Den nye model skaber lidt eksport til et antal europæiske lande, herunder specielt Tyskland, Østrig og Schweiz men salget og den nye model lever ikke op til forventningerne og El Trans 89 går konkurs i 1991. 

### CityCom A/S (1992-1993)
I det tredje forsøg produceres en forbedret udgave af Mini-El City, der har en række forbedringer som bedre ruder, bedre ventilation og et batterivarmesystem, som gør at rækkevidden om vinteren ved lave temperaturer er længere. Virksomheden leverer cabriolet udgaven til de olympiske lege i Barcelona i 1992. Prisen for en Ellert i 1992 anslås at ligge på ca. 45.000 kr.   Virksomheden går dog konkurs i 1993.

## Produktionen flytter til Tyskland (1995-)
I 1995 flyttes produktionen til Tyskland, hvor Ellerten i dag fremstilles i mindre oplag. Produktionen varetages af CityCom AG Arkiveret 24. maj 2009 hos  Wayback Machine
Der peges på flere grunde til, at Ellerten ikke blev en større succes. En afgørende faktor var at rækkevidden var for lille, en anden dårlig affjedring og indeklima der resulterede i at der i kabinen var meget varmt om sommeren og koldt om vinteren. Yderligere kan prisen på 40.000 tænkes at have udgjort en købsbarrierer
På trods af at Ellerten fik en enestående eksponering som røg- og støjfri official- og kameravogn på atletikstadion under OL i Barcelona, blev ellerten aldrig en salgssucces.
Ellerten gik også under navnene "Knallert med låg", "Den elektriske snegl”, "Det trehjulede badekar", "Det lydløse badekar" , "Strømsneglen" og "Plasticpotten".

### Kewet El-Jet (1991-1998)
Ophavsmanden bag Kewet er den danske fabrikant og automekaniker Knud Erik Westergaard. De første serieproducerede eksemplarer af Kewet El-Jet udgår fra fabrikken Kewet Industri i Hadsund i 1991 og koster 68.300 kr. Kewet producerer desuden også varevognen CitiVan (udviklet i samarbejde med Fredericia kommune) i fra slutningen af 1996, der koster ca. 130.000 kr., Det menes at der blev lavet i alt 12 stk. Kewet Citivan, men kun 8 blev samlet, og det menes at der stadig findes 3 i Danmark og to i Norge en af de danske er ejet af Andreas Grønbjerg, og kørte som arbejdsbil for Frederikshavn Kommune.
Kewet El-Jet havde inden lanceringen opnået en crash-test godkendelse hos TNO i Holland og i øvrigt modtaget en dansk designpris. Kewet er designet af Kjærulff Design.
Forventningerne til bilen er fra producentens side høje, hvor der estimeres med et salg inden for fem-syv år på 35.000 biler årligt.
Kewet El-Jet leveres igennem årerne i fem forskellige personbils versioner, dog alle med en længde på 2,4 meter og en bredde på 1,4 meter – og er således en lille bil. Teknologien udvikles løbende og Kewet El-Jet går fra at kunne køre 25 km på en opladning til i senere versioner at kunne tilbagelægge 100 km, afhængig af at temperaturen er over 20 grader. For at holde produktionsomkostningerne nede vælges en billig teknologi, som fx en jævnstrømsmotor og blybatterier. Bilen drives af en syv hk eldreven motor, der giver en tophastighed på 70 km/t, der i de senere versioner forøges til 80 km/t. Selv i de tidlige versioner var bilen udstyret med stereoradio, kassettebåndoptager og elvarme i bagruden. En opladning fra tomme batterier varede ca. 6-8 timer.
I nogle af de senere generationer udfases gearstangen og koblingspedalen til et automatgear, der betjenes via en knap, der gør det muligt at skifte mellem at køre fremad og bakke.Fælles for versionerne er, at der er plads til to personer og to kasser øl i bagagerummet.Accelerationen ligger omkring 0-50 km/t på 10 sekunderI de nyere versioner stiger prisen på El-Jetten inkl. batteriet fra 68.300 til 110.000 kr. den tid hvor Kewet produceres kommer antallet af biler ikke i nærheden af de visioner der startede projektet. Kewet El-Jet er således fra starten i 1991 til konkursen i 1998 produceret i 1000 eksemplarer (600 i Danmark, 400 i Tyskland), langt fra 35.000 biler der oprindeligt var visionen. Yderligere er det fortrinsvis kommuner og el-selskaberne der erhverver elbilen i Danmark. Bilen eksporteres i øvrigt til 22 lande. 
I året 1999 overtages resterne af Kewet, herunder produktionsrettighederne af det norske Kollega bil (det senere Elbil Norge Arkiveret 8. juni 2009 hos  Wayback Machine) for lidt over 100.000 kr. efter Knud Erik Westergaard af egen lomme har brugt i omegnen af 25 millioner kroner på at udvikle Kewet El-Jet.
Af kendte personer der har kørt i bilen kan nævnes Nordkoreas tidligere leder Kim Il-sung i 1992  samt den danske sanger Dario Campeotto.

## Udenlandske producenter af elbiler
I 2024 findes adskillige elbiler på det danske marked.
- Tesla
- Nissan
- Renault
- Volkswagen
- Hyundai
- KIA
- Mercedes-Benz
- BMW
- Citroen
- Xpeng
- Og mange flere!

I 2023 udgjorde kinesiske elbiler (bl.a. BYD og MG) 8 % af elbil-salget i Danmark.
I første halvdel af 2022 blev omkring 75.000 kinesisk-producerede elbiler registreret i Europa, og dette tal forventedes at stige yderligere mod slutningen af året. Xpeng G6 er et godt eksempel på en kinesisk elbil, der konkurrerer direkte med populære modeller som Tesla Model Y, og som tilbyder avanceret teknologi til en lavere pris.
Den hurtige fremgang skyldes blandt andet, at de kinesiske producenter har haft stor succes på hjemmemarkedet, hvilket har givet dem økonomisk skala og erfaring, som de nu udnytter til at tilbyde innovative og billige elbiler på det europæiske marked. Mange kinesiske elbiler er desuden kendt for deres fokus på teknologi som f.eks. autonom parkering og batteriudskiftningssystemer, som appellerer til tech-interesserede forbrugere.
Dette skift har ændret dynamikken på markedet, hvor kinesiske elbiler nu udgør en betydelig andel af de nye elbilregistreringer i Europa. Dette kunne være en spændende vinkel at inkludere i din artikel for at fremhæve den globale udvikling i elbilindustrien og den stigende konkurrence på markedet.

## Afgiftsstruktur for elbiler i Danmark
Indtil og med 2015 var der ikke registreringsafgift på nye elbiler i Danmark, men blot 25% moms. Fra 1. januar 2016 indførtes følgende afgiftssystem :
| Loft 0,8 mio. kr. | 2016  | 2017  | 2018  | 2019  | 2020  |
| ----------------- | ----- | ----- | ----- | ----- | ----- |
| Over loft         | 100 % | 100 % | 100 % | 100 % | 100 % |
| Under loft        | 20 %  | 40 %  | 65 %  | 90 %  | 100 % |

1. ↑   Bilens afgift ved fuldt indfasede regler beregnes, og der sættes  et  loft på  0,8 mio. kr.

Skatteministeriet havde beregnet et indtægtstab på 450-650 mio. kr. for alle elbiler, men konsulenter vurderede, at beløbet var mindst 330 mio. kr. for højt, og at det reelle provenutab er væsentligt lavere. Tesla anså afgiftspålæggelsen som et salgsophør af deres biler i Danmark.
I 2023 var det en elbil der blev Danmarks mest solgte på et år nogensinde.
Mellem 2020 og 2025 var afgiften 40%. På grund af øget andel af elbiler i 2024 var registreringsafgift 2,7 mia kr lavere end ventet. Fra 2026 er afgiften planlagt til at stige gradvist frem til 2030.
|        | 2025 | 2026 | 2027 | 2028 | 2029 | 2030 |
| ------ | ---- | ---- | ---- | ---- | ---- | ---- |
| Afgift | 40 % | 48 % | 56 % | 64 % | 72 % | 80 % |

## Elbilinfrastruktur
I 1899 kunne et elbil-batteri skiftes på få minutter, hvorefter bilen (i drift som taxa) kunne køre videre i byen med fuld rækkevidde på 30-40 km. Kørslen blev beskrevet som lydløs, sikker og behagelig.
De 2,7 millioner biler i Danmark har et driftsbehov på 24 GWh per dag  som ville skulle lades hvis de alle var elbiler. 78% af danske bilejere har egen grund som potentielt kan få installeret en lader. Dog har København og Frederiksberg kommuner mange boligblokke, så kun 20% af bilister i de kommuner kan lade hjemme. Flere arbejdspladser har også ladestandere til de ansatte. Bilimportforeningen vurderer at 730.000 familier bor uden fast parkering/lader.
Folketinget vedtog såkaldt "Elafgiftsrefusion" for at mindske udgift til privat opladning af ladbare biler (plugin-hybrid og el). Prisen på strøm svinger mere end benzinpris, og afhænger af brugstidspunkt og elkøbsaftale.
I Maj 2022 har alle store danske benzinselskaber ladestandere på nogle af sine tankstationer, heraf nogle med stationært batteri. De største ladestationer har fx 28 lynladere (150 kW), og ligger ved motorvejene. Der er flere ejere af ladestandere fx Clever, OK og Andel Energi. Fra 2008-2012 forsøgte det statsejede energiselskab DONG at opbygge ladeinfrastruktur med Better Place.
I 2023 var der 11.000 ladepunkter i Danmark, svarende til 11 biler pr. ladepunkt. Konkurrence- og Forbrugerstyrelsen vurderede at markedet for opladere var domineret af for få udbydere, og resulterede i for lav konkurrence.

## Who Killed the Electric Car?
Who Killed the Electric Car? er en film der handler om, hvordan bilfabrikanter, olieselskaber og forbrugerne tilsammen dræbte den elektriske bil, som ellers var opfundet, udviklet og masseproduceret i USA, Californien i slutningen af 90'erne. Den elektriske bil hed EV1 (Electric Vehicle one) og var kulminationen på udviklingen af en elbil, hvor de forgående modeller hed Sunraycer og Impact. Bilen blev udviklet af 400 teknikere for General Motors (GM). EV1s kunne gå fra nul til 90 km/t på under 8 sek. og nå hastigheder på over 120 km /t. Salgsprisen for en EV1 var USD 33.995, men det var kun muligt at lease bilen, hvilket kostede USD 399 pr. måned. I Saturn forretninger var det muligt at prøvekøre bilen.

## Galleri
- Mitsubishi MiEV Billede er taget i Ny Østergade i Rønne
- Renault Zoe
- BMW i3
- Nissan Leaf
- Audi e-tron
- Tesla Model S
- Jaguar I-Pace